# Valentina Tuchel

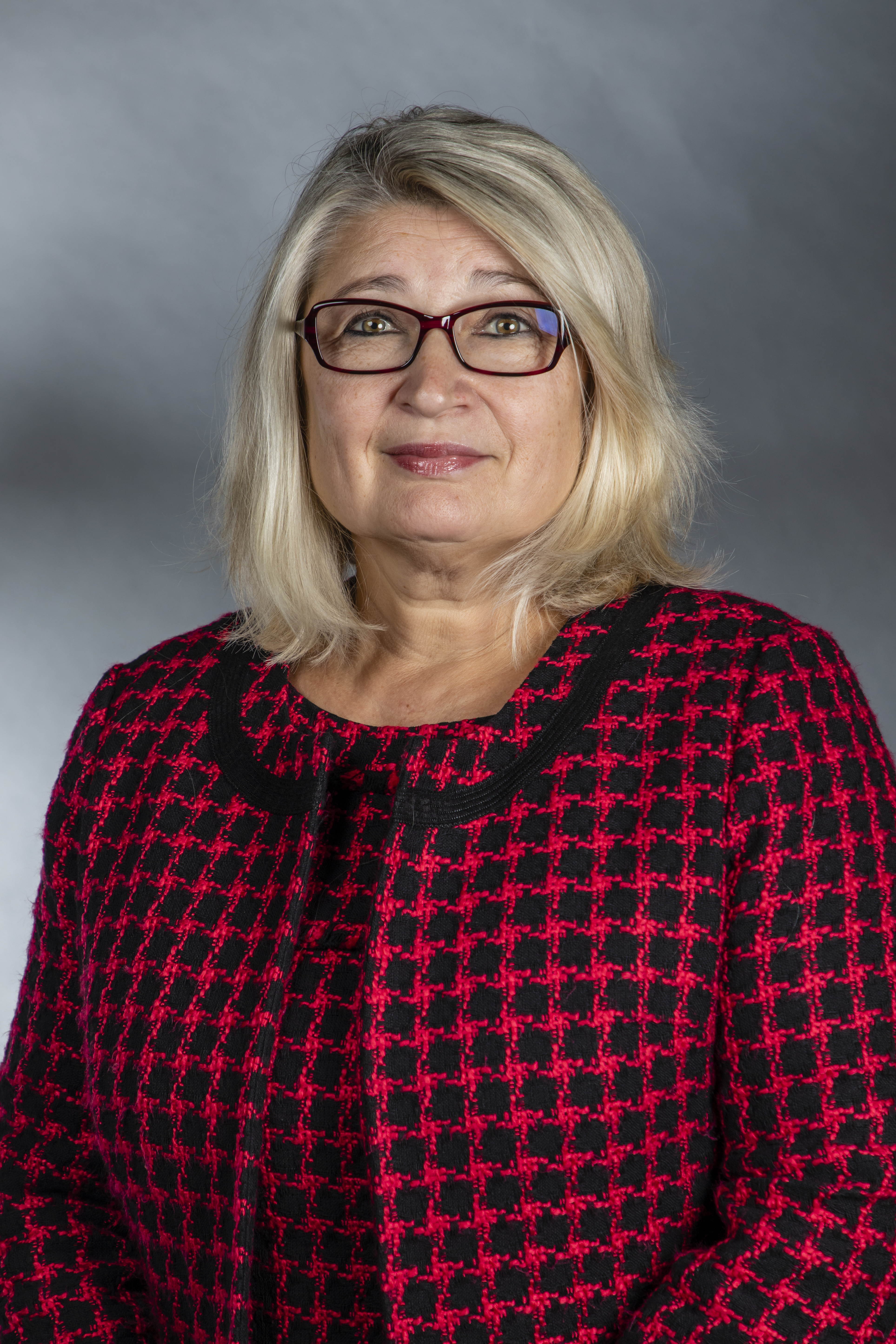
Valentina Tuchel (2019)

Valentina Tuchel (* 14. Oktober 1965 in Jemwa, Republik Komi, Russland) ist eine Bremer Politikerin (SPD) und seit 2011 Mitglied der Bremischen Bürgerschaft.

## Biografie

### Ausbildung und Beruf
Tuchel besuchte von 1972 bis 1982 die allgemeinbildende Schule in der Kleinstadt Jemwa in der Sowjetunion. Sie studierte von 1982 bis 1987 Erziehungswissenschaften mit den Schwerpunkten Pädagogik und slawische Philologie an der Universität von Syktywkar im russischen Föderationskreis Nordwestrussland. Von 1995 bis 1999 studierte sie Erziehungswissenschaften mit der Fachrichtung Slawische Philologie und den Schwerpunkten interkulturelle Pädagogik und Literaturwissenschaften an der Carl von Ossietzky Universität Oldenburg, das sie mit dem Magister abschloss. Von 1995 bis 2004 studierte sie Soziologie, Philosophie und Romanistik an der Universität Bremen. Sie ist seit 1999 als Sozialpädagogin bei der Arbeiterwohlfahrt (AWO) Bremen im Fachdienst Migration tätig.
Valentina Tuchel ist als Aussiedlerin nach Deutschland gekommen, ist verheiratet und hat zwei Kinder.

### Politik
Tuchel ist seit 2005 Mitglied in der SPD und seit 2006 Mitglied des Vorstandes des SPD-Ortsvereins Neue Vahr. Sie war von 2009 bis 2011 Mitglied des Sozialausschusses im Beirat des Stadtteils Bremen-Vahr. Von 2007 bis 2011 war sie Mitglied in der Deputation für Inneres in der Bürgerschaft. 
Seit dem 8. Juni 2011 ist sie Mitglied der Bremischen Bürgerschaft.

Sie arbeitet im
Ausschuss für Bundes- und Europaangelegenheiten, internationale Kontakte und Entwicklungszusammenarbeit (Mitglied),
Haushalts- und Finanzausschuss (Land) (Mitglied),
Rechtsausschuss (stellv. Mitglied),
Staatliche Deputation für Inneres (Mitglied) und in der 
Staatlichen Deputation für Soziales, Jugend und Integration (Mitglied) mit.

Sie ist Beisitzerin und integrationspolitische Sprecherin der SPD-Fraktion.
Sie ist seit 2019 in folgenden Gremien als Mitglied vertreten:
- Ausschuss für Bundes- und Europaangelegenheiten, internationale Kontakte und Entwicklungszusammenarbeit
- Rechnungsprüfungsausschuss
- Betriebsausschuss KiTa Bremen
- Betriebsausschuss Stadtbibliothek Bremen und Bremer Volkshochschule
- Betriebsausschuss Werkstatt Bremen
- Städtische Deputation für Kinder und Bildung
- Städtische Deputation für Soziales, Jugend und Integration

### Weitere Mitgliedschaften
- Seit 2001 Mitglied in der AWO Bremen
- Vorstand des Vereins Familie im Hilfenetz
- Von 2009 bis 2011 im Rat für Integration in Bremen.